# All I Want (álbum)
All I Want é o terceiro álbum de estúdio do cantor country Tim McGraw, lançado em 1995. O álbum vendeu cerca de 2 milhões de cópias.

## Faixas
1. "All I Want Is a Life" (Stan Munsey, Tony Mullins, Don Pfrimmer) - 3:31
2. "She Never Lets It Go to Her Heart" (Chris Waters, Tom Shapiro) - 3:02
3. "Can't Be Really Gone" (Gary Burr) - 3:20
4. "Maybe We Should Just Sleep on It" (Jerry Laseter, Kerry Kurt Phillips) - 3:55
5. "I Didn't Ask and She Didn't Say" (Van Stephenson, Reese Wilson, Tony Martin) - 4:02
6. "Renegade" (Jeff Stevens, Steve Bogard) - 2:59
7. "I Like It, I Love It" (Mark Hall, Jeb Stuart Anderson, Steve Dukes) - 3:24
8. "The Great Divide" (Brett Beavers) - 3:15
9. "You Got the Wrong Man" (Joe Barnhill, Wayne Perry) - 3:18
10. "Don't Mention Memphis" (Bill LaBounty, Rand Bishop) - 3:00
11. "When She Wakes Up (And Finds Me Gone)" (Tommy Barnes) - 5:13
12. "That's Just Me" (Deryl Dodd) - 3:13

| Críticas profissionais                                                      | Críticas profissionais |
| Avaliações da crítica                                                       | Avaliações da crítica  |
| Fonte                                                                       | Avaliação              |
| --------------------------------------------------------------------------- | ---------------------- |
| Allmusic                                                                    | [ 1 ]                  |
| Esta tabela precisa de ser acompanhada por texto em prosa. Consulte o guia. |                        |